# Entertainment Tonight
Entertainment Tonight est une émission d'information people américaine diffusée quotidiennement aux États-Unis, au Canada ainsi que dans plusieurs autres pays. Elle est diffusée depuis le 24 août 1951, ce qui en fait l'émission d'information people la plus ancienne du paysage télévisuel américain. Créée par Al Masini (en) et produite par Linda Bell Blue, elle est distribuée par la société CBS Television Distribution (en) sur les chaînes et stations de télévision nord-américaine selon le processus connu sous le nom de « syndication ».
L'émission se présente dans son générique comme « the most watched entertainment newsmagazine in the world », soit « l'émission d'info-divertissement la plus regardée au monde ». Sa présentatrice historique est Mary Hart, qui a animé l'émission de 1982 à 2011. Les présentateurs depuis son départ sont Mark Steines (en) et Nancy O'Dell.

## Adaptations
Le format de l'émission a été adapté dans plusieurs pays.
- Entertainment Tonight UK, version britannique hebdomadaire présentée par Amanda Byram, diffusée depuis 2005 sur Sky1,
- Entertainment Tonight Canada, version canadienne présentée par Cheryl Hickey et Rick Campanelli, diffusée depuis 2005 sur le réseau Global,
- ET Bilarabi, version panarabe présentée par Meriem Saïd, Badr Al Saïd et Nardine Faraj, diffusée quotidiennement depuis 2014 sur MBC 1 et MBC Masr 2.
- Arabwood, version égyptienne non officielle diffusée quotidiennement sur Rotana Cinema, Rotana Masriya, Rotana Khalijia et LBC.
- Exclusif, version française présentée respectivement par Thierry Clopeau (1998), Emmanuelle Gaume (1998–2000), Flavie Flament (2000–2001), Valérie Bénaïm (2001–2002) et Frédéric Joly (1998–2002), diffusée de 1998 à 2002 sur TF1,
- TV Fama, version brésilienne quotidienne présentée par Nelson Rubens et Flávia Noronha, diffusée depuis 2000 sur le réseau de télévision RedeTV!.